# Ezhou

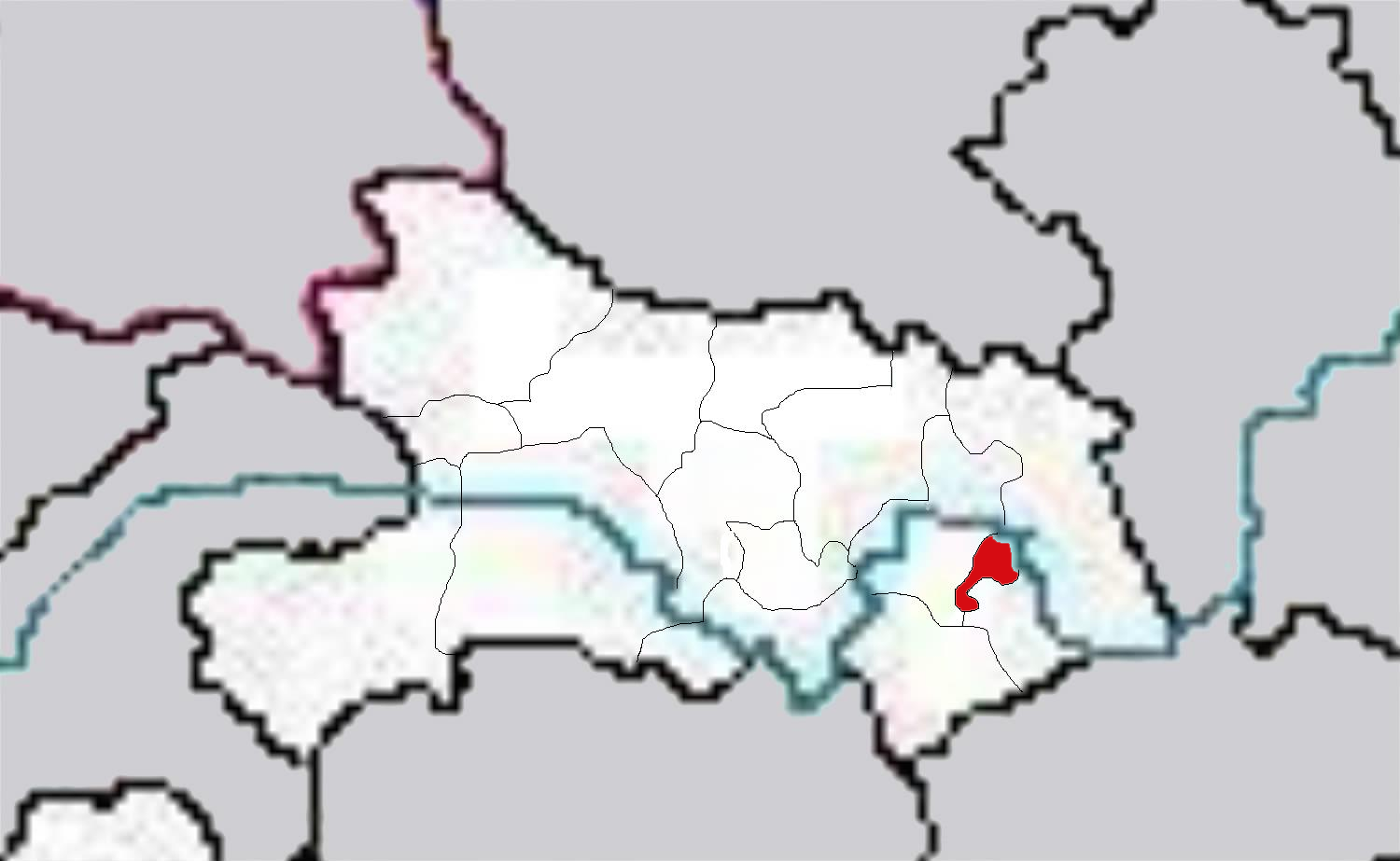
Lage Ezhous in Hubei

Ezhou (chinesisch 鄂州市, Pinyin Èzhōu Shì) ist eine bezirksfreie Stadt am Jangtsekiang im Osten der chinesischen Provinz Hubei. Das Verwaltungsgebiet der Stadt erstreckt sich über eine Fläche von 1.594 km² und zählt 1.079.353 Einwohner (Stand: Zensus 2020).

## Administrative Gliederung
Auf Kreisebene setzt sich Ezhou aus drei Stadtbezirken zusammen. Diese sind (Stand: Ende 2019):
- Stadtbezirk Echeng (鄂城区), 600 km², 662.700 Einwohner, Zentrum, Sitz der Stadtregierung;
- Stadtbezirk Liangzihu (梁子湖区), 500 km², 145.700 Einwohner;
- Stadtbezirk Huarong (华容区), 493 km², 251.300 Einwohner.

## Städtepartnerschaften
Ezhou listet folgende Partnerstädte auf:
| Stadt      | Land                        | seit | Typ                            |
| ---------- | --------------------------- | ---- | ------------------------------ |
| Abengourou | Comoé, Elfenbeinküste       | 1992 | Partnerstadt (Sister City)     |
| Dnipro     | Dnipropetrowsk, Ukraine     |      | Städtepartner (Місто-Партнери) |
| Sanjō      | Chūbu, Japan                | 1992 | Partnerstadt (Sister City)     |
| Whyalla    | South Australia, Australien | 1992 | Partnerstadt (Sister City)     |